# Julio dos Santos
Julio Daniel dos Santos Rodríguez (Asunción, 1983. május 7. –) paraguayi válogatott labdarúgó, aki jelenleg a Vasco da Gama játékosa.

## Sikerei, díjai
- Bayern München:
  - Bundesliga: 2005–06, 2007-08
  - Német ligakupa: 2008